# Umeå marina forskningscentrum
Umeå marina forskningscentrum (UMF) är en arbetsenhet vid Umeå universitet, och ligger i Norrbyn i Hörnefors kommundel i Umeå kommun. UMF har rötter i den fältstation som år 1985 anlades av Umeå universitet. Den nuvarande organisationen bildades år 1989 på uppdrag av regeringen som en av tre centrumbildningar i Sverige.  Numera är Umeå marina forskningscentrum en arbetsenhet vid Umeå universitet. Arbetet är inriktat på marina frågor i  Bottniska viken, Arktis och subarktiska områden.
På Umeå marina forskningscentrum finns bland annat marina laboratorier och experimentlokaler samt forskningsfartyg och andra båtar. Stationen har en mesokosmanläggning för storskaliga vattenexperiment under kontrollerade ljus- och temperaturförhållanden. Anläggningen och infrastrukturen är tillgänglig för forskare världen över. 
Under åren 2010-2024 hade UMF tillsammans med enheter vid Göteborgs universitet, Stockholms universitet, Linnéuniversitet och Sveriges lantbruksuniversitet i uppdrag att vara enheter vid Havsmiljöinstitutet. Regeringsuppdraget, som går ut på att bistå andra myndigheter med vetenskaplig kompetens, analys och information, förlängdes i början av år 2016 till år 2020.. År 2022 förlängdes uppdraget till 2032, men sedan 2025 är Göteborgs universitet värdar för Havsmiljöinstitutet.
År 2010 fick Umeå marina forskningscentrum också en central roll i det strategiska forskningsprogrammet EcoChange, som bland annat utvärderat hur klimatförändringar påverkar Östersjön. EcoChange-programmet har sedermera förlängts till 2024.
Umeå marina forskningscentrum utför även provtagningar på uppdrag av framförallt Havs- och vattenmyndigheten och länsstyrelserna i regionen. I juni 2017 invigdes för ändamålet det nya forskningsfartyget R/V Botnica, en 23 meter lång före detta polispatrullbåt från Nederländerna, vilken ska användas för forskning och miljövervakning från Ålands hav i söder till Haparanda i norr.
I samarbete med Stockholms universitets Östersjöcentrum driver UMF sedan 2007 webbplatsen Havet.nu som presenterar nyheter, forskning och fakta om havsmiljön, tidskriften Havsutsikt som presenterar marin forskning, samt den digitala fälthandboken Livet i havet. Sedan 2019 deltar även SLU, Göteborgs universitet och Havsmiljöinstitutet i samarbetet.